# Eoin Mac Néill
Eoin MacNeill —Eoin Mac Néill en gaèlic irlandès — (15 de maig de 1867 – 15 d'octubre de 1945) fou un acadèmic, nacionalista, revolucionari i polític irlandès. MacNeill has estat descrit com a "el pare de l'estudi modern de l'antiga història medieval irlandesa." Figura clau del renaixement gaèlic, fou cofundador de la Lliga Gaèlica per a preservar la llengua i la cultura irlandeses. En 1913 fou dels creadors dels Voluntaris Irlandesos (incitat i encoratjat per la Germandat Republicana Irlandesa), i en fou nomenat cap d'Estat Major. Encara que ocupava aquest càrrec a les vespres de l'Aixecament de Pasqua, no en va prendre cap paper en la seva planificació i fins i tot va intentar evitar-la. Més tard va ser escollit al Primer Dáil com a membre del Sinn Féin.

## Joventut
MacNeill va néixer John MacNeill a Glenarm, comtat d'Antrim. Va estudiar al St Malachy's College de Belfast i al Queen's College de Belfast, on va prendre un gran interès per la història d'Irlanda. En 1893 fou un dels membre fundadors de la Llgia Gaèlica juntament amb Douglas Hyde, i esdevingué editor de la seva publicació, Irisleabhar na Gaedhilge. En 1908 fou nomenat professor d'història antiga d'Irlanda al Col·legi Universitari de Dublín (UCD).
Es va casar amb Agnes Moore el 19 d'abril de 1898, i van tenir 8 fills, quatre nois i quatre noies.

## Revolucionari
La Lliga Gaèlica va ser des del principi estrictament apolítica, però en 1915 es presentà la proposta d'abandonar aquesta postura i esdevenir una organització semi-política. Mac Neill ho va recolzar fermament, i va reunir al seu costat la majoria dels delegats a l'Oireachtas de 1915. Douglas Hyde, qui havia estat president de la Lliga des de fwia 22 anys, va dimitir immediatament.
A través de la Lliga Gaèlica MacNeill es va reunir amb membres del Sinn Féin, de la Germandat Republicana Irlandesa, i altres nacionalistes irlandesos. Un dels seus col·legues, The O'Rahilly, edità el diari de la lliga, An Claidheamh Soluis, i en octubre de 1913 demanà MacNeill escriure'n un editorial d'un abast més ample que no pas la llengua gaèlica. MacNeill va presentar un article titulat "The North Began", encoratjant la formació d'una força de voluntaris compromesos en la defensa dels drets dels irlandesos, com els unionistes havien fet l'anby anterior amb els Voluntaris de l'Ulster en un esforç per frustrar l'autogovern irlandès. Bulmer Hobson, membre de l'IRB, s'apropà a MacNeill per tal de dur a terme aquesta idea i a través d'una sèrie de mítings, MacNeill esdevingué cap del consell que formà els Voluntaris Irlandesos, i més tard en fou nomenat cap d'estat major. A diferència de la IRB, MacNeill s'oposava a la idea d'una rebel·lió armada, llevat per resistir qualsevol supressió britànica dels Voluntaris, ja que veia poques esperances en una guerra oberta contra l'imperi.
Des de la creació dels Voluntaris Irlandesos, la Germandat Republicana Irlandesa havia planejat utilitzar l'organització per s dur a terme una rebel·lió armada, amb l'objectiu de separar Irlanda del Regne Unit i establir una república. L'entrada del Regne Unit en la Primera Guerra Mundial era, en la seva opinió, una oportunitat perfecta per assolir-ho. Amb la cooperació de James Connolly i el seu Exèrcit Ciutadà Irlandès, un consell secret de l'IRB planeja un aixecament general per la Pasqua de 1916. El dimecres abans es van presentar davant MacNeill amb una carta, suposadament robada al personal britànic d'alt rang del Castell de Dublín, en la que s'indicava que els britànics anaven a arrestar-lo a ell i a tots els altres líders nacionalistes. Sense saber-hi MacNeill, la carta, anomenada Document Castell, era una falsificació. Quan MacNeill es va assabentar dels plans de l'IRB i se'l va informar que Roger Casement estava a punt de desembarcar al Comtat de Kerry amb un carregament d'armes alemanyes, fou persuadit a contracor d'anar junt amb ells, creient que l'acció britànica era ja imminent i la mobilització dels voluntaris seria, en aquesta etapa, un acte de defensa. Tanmateix, en assabentar-se de l'arrest de Casement i de la pèrdua de les armes alemanyes, MacNeill va revocar l'ordre d'aixecament en paper, cosa que va reduir notablement el nombre de voluntaris que participaren finalment en l'Aixecament de Pasqua. Patrick Pearse, Connolly, i tots els altres hi van estar d'acord que l'aixecament es dugués a terme de totes maneres, i va començar el dia de Pasqua, dilluns 24 abril de 1916. La revolta va durar menys d'una setmana, i després de la rendició dels rebels MacNeill va ser detingut i condemnat a cadena perpètua, tot i que no havia pres part en la insurrecció.

## Participació política
MacNeill va ser alliberat de presó en 1917 i va ser elegit membre del parlament pels grups de Sinn Féin de les circumscripcions de la Universitat Nacional d'Irlanda i de Londonderry City a les eleccions generals de 1918. D'acord amb la política abstencionista del Sinn Féin es va negar a ocupar el seu escó a la Cambra dels Comuns del Regne Unit i va ocupar el seu lloc al Dáil Éireann. També fou membre del Parlament d'Irlanda del Nord per Londonderry durant 1921–25 encara que mai no va ocuoar el seu escó.
En 1921 va donar suport al Tractat Angloirlandès. En 1922 formà part dels delegats de la minoria a favor del tractat en la Convenció de la Raça Irlandesa a París. Un cop es va establir l'Estat Lliure d'Irlanda fou nomenat ministre d'educació en el seu primer govern.
La família MacNeill es va trencar a causa del tractat. El seu fill més petit, Brian, es va allistar amb les forces anti-tractat i fou mort en circumstàncies no aclarides vora Sligo per tropes de l'Estat Lliure durant la Guerra Civil Irlandesa en setembre de 1922. Dos altres fills seus, Neil i Turloch, serviren com a oficials a l'exèrcit de l'Estat Lliure.
El seu germà James fou el segon darrer Governador General de l'Estat Lliure d'Irlanda.

## Comissió de la Frontera Irlandesa
En 1924 es creà la Comissió de la Frontera Irlandesa per tal de renegociar les fronteres entre Irlanda del Nord i l'Estat Lliure d'Irlanda; MacNeill en fou representant de l'Estat Lliure. El 7 de novembre de 1925 el diari conservador britànic Morning Post publicà un mapa filtrat mostrant una part del comtat de Donegal que anava a ser transferida a Irlanda del Nord; l'oposat al principal objectiu de la Comissió. Potser avergonyit per això i més encara perquè, segons ell, no s'havien respectat els termes del Tractat, McNeill va dimitir de la Commissió el 20 de novembre. També va dimitir el 24 de novembre com a ministre d'educació, càrrec no relacionat amb el seu treball a la comissió.
El 3 de desembre de 1925 el govern de l'Estat Lliure va acordar amb els governs de Londres i Belfast la fi del requeriment onerós del Tractat a pagar la seva part del "deute imperial" del Regne Unit, a canvi d'acceptar que la frontera acordada el 1920 no es mouria, anul·lant la Comissió. Això va enfurismar molts nacionalistes i MacNeill va ser objecte de moltes crítiques, encara que en realitat ell i la comissió havien estat deixats de banda per la renegociació del deute intergovernamental. En qualsevol cas, malgrat les seves renúncies, l'acord intergovernamental fronterer va ser aprovat al Dáil per 71 vots a 20 el 10 de desembre de 1925, i MacNeill apareix com a votant de la majoria a favor. Va perdre el seu escó al Dáil en les eleccions de juny de 1927.

## Acadèmic
MacNeill va ser un destacat estudiós de la història d'Irlanda, i un dels primers a estudiar antiga llei irlandesa, que ofereix tant a les seves pròpies interpretacions, a vegades des d'un punt de vista nacionalista, i que va traduir a l'anglès. També va ser el primer a descobrir la naturalesa de la successió a reialesa d'Irlanda i les seves teories són la base de les idees modernes sobre la matèria. El 25 de febrer de 1911 va pronunciar el discurs inaugural sobre 'Academic Education and Practical Politics' a la Societat Legal i Econòmica de l'UCD.

## Darrers anys
Es va retirar de la política totalment i esdevingué cap de la Comissió de Manuscrits Irlandesos. Va publicar nombrosos llibres sobre història d'Irlanda. En els seus últims anys va dedicar la seva vida a l'ensenyament.
Eoin MacNeill va morir a Dublín de causes naturals a l'edat de 78 NYA. És avi de l'antic Tánaiste i Ministre de Justícia, Igualtat i Reforma Legal, Michael McDowell.